# 우지군

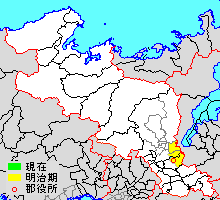
교토부 우지군의 위치 (하늘색: 후에 다른 군에서 편입된 구역)

우지군(宇治郡)은 일본 교토부(야마시로국)에 있던 군이다.

## 군역
1879년 행정 구역으로 발족 당시의 군역은 아래 구역에 해당한다.
- 교토시
  - 후시미구의 일부
  - 야마시나구 전역
- 우지시의 일부

## 역사

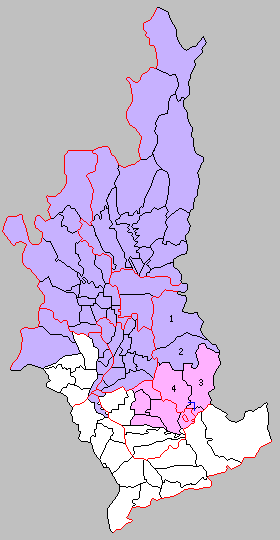
1.야마시나촌 2.다이고촌 3.가사토리촌 4.우지촌 (보라: 교토시, 분홍: 우지시)

- 1879년 4월 10일 - 군구정촌 편제법이 교토부에서 시행됨에 따라, 행정 구역으로서의 우지군(宇治郡)이 발족.
- 1889년 4월 1일 - 정촌제 시행으로, 아래의 정촌이 발족.(4촌)
  - 야마시나촌(山科村): 현 교토시 야마시나구
  - 다이고촌(醍醐村): 현 교토시 후시미구
  - 가사토리촌 (笠取村): 현 우지시
  - 우지촌 (宇治村): 현 우지시
- 1899년 7월 1일 - 군제 시행.
- 1926년 10월 16일 - 야마시나촌이 정제 시행으로 야마시나정(山科町)이 됨.(1정 3촌)
- 1931년 4월 1일
  - 야마시나정이 교토시에 편입.히가시야마구의 일부이 됨.
  - 다이고촌이 교토시에 편입. 당일 발족한 후시미구의 일부이 됨.(2촌)
- 1942년
  - 4월 1일 - 가사토리촌·우지촌이 합병하여, 히가시우지정 (東宇治町)이 발족.(1정)
- 1951년 3월 1일 - 히가시우지정이 구세군 우지정, 마키시마촌, 오구라촌, 오쿠보촌과 합병하여 우지시 (宇治市)가 발족. 당일 우지군은 폐지됨.